# 有刺凤尾蕨
有刺凤尾蕨（学名：Pteris setulosocostulata）为凤尾蕨科凤尾蕨属下的一个种。

## 扩展阅读
- 維基物種上的相關：有刺凤尾蕨